# Runaway (U & I)
Runaway (U & I) é uma canção do duo sueco de música eletrônica Galantis. Foi lançado em 5 de outubro de 2014 como o primeiro single de seu primeiro álbum de estúdio, Pharmacy (2015). A canção apresenta Julia Karlsson realizando o refrão e Cathy Dennis realizando dois versos nos vocais altamente processados e sem créditos.
No início de 2015 alcançou sucesso nas paradas na ARIA atingindo o número quatro, e na parada New Zealand Single Chart, onde alcançou a posição número seis. Ele também estreou no número quatro no UK Singles Chart e desde então vendeu mais de 600.000 unidades até à data, dando-lhe uma certificação de platina pela British Phonographic Industry.
A canção foi escrita por Anton Rundberg, Julia Karlsson, Linus Eklöw, Christian Karlsson, Jimmy Koitzsch e Cathy Dennis. A Billboard classificou a canção no número cinco em sua lista "The 10 Best Electronic/Dance Songs of 2014". "Runaway (U & I)" recebeu uma nomeação por "Melhor Canção Gravada" no 58th Grammy Awards.

## Faixas
| Digital download – single |                   |         |  |
| N.º                       | Título            | Duração |  |
| 1.                        | "Runaway (U & I)" | 3:47    |  |

| Digital download – remixes |                                        |         |  |
| N.º                        | Título                                 | Duração |  |
| 1.                         | "Runaway (U & I)" (Quintino Remix)     | 4:45    |  |
| 2.                         | "Runaway (U & I)" (Ansolo Remix)       | 5:16    |  |
| 3.                         | "Runaway (U & I)" (East & Young Remix) | 4:34    |  |
| 4.                         | "Runaway (U & I)" (Kaskade Remix)      | 5:15    |  |
| 5.                         | "Runaway (U & I)" (KSHMR Remix)        | 3:19    |  |

## Desempenho nas tabelas musicais
| Tabela musical (2014–16)                                  | Melhor posição |
| --------------------------------------------------------- | -------------- |
| Alemanha (Media Control Charts)                           | 58             |
| Austrália (ARIA Charts)                                   | 4              |
| Áustria (Ö3 Austria Top 40)                               | 39             |
| Bélgica (Ultratop 50 de Flandres)                         | 6              |
| Bélgica (Ultratop 40 da Valônia)                          | 6              |
| Canadá (Canadian Hot 100)                                 | 96             |
| Escócia (The Official Charts Company)                     | 26             |
| Eslováquia (IFPI Slovenská Republika)                     | 31             |
| Espanha (Productores de Música de España)                 | 58             |
| Estados Unidos (Billboard Bubbling Under Hot 100 Singles) | 14             |
| Finlândia (IFPI Finlândia)                                | 9              |
| França (Syndicat National de l'Édition Phonographique)    | 23             |
| Irlanda (Irish Recorded Music Association)                | 6              |
| México (Mexico Airplay)                                   | 4              |
| Noruega (VG-lista)                                        | 12             |
| Nova Zelândia (NZ Top 40 Singles)                         | 6              |
| Países Baixos (MegaCharts)                                | 3              |
| Polônia (Związek Producentów Audio Video)                 | 16             |
| Portugal (Portugal Digital Songs)                         | 7              |
| Reino Unido (UK Singles Chart)                            | 4              |
| Chéquia (IFPI Česká Republika)                            | 21             |
| Suécia (Sverigetopplistan)                                | 25             |
| Suíça (Schweizer Hitparade)                               | 42             |
| União Europeia (Euro Digital Songs)                       | 5              |

| Tabela musical (2015)             | Melhor posição |
| --------------------------------- | -------------- |
| Austrália (ARIA Charts)           | 44             |
| Bélgica (Ultratop 50 de Flandres) | 26             |
| Bélgica (Ultratop 40 da Valônia)  | 30             |
| Nova Zelândia (NZ Top 40 Singles) | 29             |
| Países Baixos (MegaCharts)        | 21             |
| Reino Unido (UK Singles Chart)    | 31             |
| Suécia (Sverigetopplistan)        | 92             |

| País (Empresa)             | Certificação |
| -------------------------- | ------------ |
| Alemanha (BVMI)            | Ouro         |
| Austrália (ARIA)           | 2× Platina   |
| Bélgica (BEA)              | Platina      |
| Canadá (Music Canada)      | Platina      |
| Dinamarca (IFPI Dinamarca) | Ouro         |
| Espanha (PROMUSICAE)       | Ouro         |
| Estados Unidos (RIAA)      | Platina      |
| Itália (FIMI)              | Platina      |
| México (AMPROFON)          | Ouro         |
| Noruega (IFPI Noruega)     | 2× Platina   |
| Nova Zelândia (RMNZ)       | Platina      |
| Reino Unido (BPI)          | Platina      |
| Suécia (GLF)               | 2× Platina   |

## Histórico de lançamento
| Região | Data                 | Formato          | Gravadora |
| ------ | -------------------- | ---------------- | --------- |
| Suécia | 5 de outubro de 2014 | Descarga digital | WMG       |